# Asplenium obtusifolium
Asplenium obtusifolium là một loài dương xỉ trong họ Aspleniaceae. Loài này được L. mô tả khoa học đầu tiên năm 1753.